# 富善县
富善县是越南嘉莱省下辖的一个县。

## 地理
富善县西接诸色县和诸蒲县，北和东接亚巴县，东南接阿云巴市社，南接多乐省亚赫辽县和亚苏县。

## 历史
2007年3月30日，阿云巴县分设为阿云巴市社和富善县；富善县下辖诸阿太社、亚阿克社、亚索社、亚别社、亚邦社、阿云下社、亚杨社、诸容坡南社、亚好社和富善市镇1市镇9社

## 行政区划
富善县下辖1市镇9社，县莅富善市镇。
- 富善市镇（Thị trấn Phú Thiện）
- 阿云下社（Xã Ayun Hạ）
- 诸容坡南社（Xã Chrôh Pơnan）
- 诸阿太社（Xã Chư A Thai）
- 亚阿克社（Xã Ia Ake）
- 亚好社（Xã Ia Hiao）
- 亚别社（Xã Ia Piar）
- 亚邦社（Xã Ia Peng）
- 亚索社（Xã Ia Sol）
- 亚杨社（Xã Ia Yeng）